# Kei Uemura
Kei Uemura (植村 慶 Uemura Kei?, nacido el 24 de septiembre de 1981 en Kanagawa) es un exfutbolista japonés. Jugaba de guardameta y su último club fue el Fukushima United FC de Japón.

## Trayectoria

### Clubes
| Club                | País  | Año         |
| ------------------- | ----- | ----------- |
| Shonan Bellmare     | Japón | 2004 - 2010 |
| Júbilo Iwata        | Japón | 2011 - 2013 |
| Fukushima United FC | Japón | 2014 - 2016 |

## Estadística de carrera

### J. League
| Club                | Año   | J. League | J. League | Copa J. League | Copa J. League | Total | Total |
| Club                | Año   | Part.     | Goles     | Part.          | Goles          | Part. | Goles |
| ------------------- | ----- | --------- | --------- | -------------- | -------------- | ----- | ----- |
| Shonan Bellmare     | 2004  | 6         | 0         | -              | -              | 6     | 0     |
| Shonan Bellmare     | 2005  | 2         | 0         | -              | -              | 2     | 0     |
| Shonan Bellmare     | 2006  | 9         | 0         | -              | -              | 9     | 0     |
| Shonan Bellmare     | 2007  | 0         | 0         | -              | -              | 0     | 0     |
| Shonan Bellmare     | 2008  | 0         | 0         | -              | -              | 0     | 0     |
| Shonan Bellmare     | 2009  | 0         | 0         | -              | -              | 0     | 0     |
| Shonan Bellmare     | 2010  | 0         | 0         | 1              | 0              | 1     | 0     |
| Júbilo Iwata        | 2011  | 0         | 0         | 0              | 0              | 0     | 0     |
| Júbilo Iwata        | 2012  | 0         | 0         | 0              | 0              | 0     | 0     |
| Júbilo Iwata        | 2013  | 0         | 0         | 0              | 0              | 0     | 0     |
| Fukushima United FC | 2014  | 20        | 0         | -              | -              | 20    | 0     |
| Fukushima United FC | 2015  | 27        | 0         | -              | -              | 27    | 0     |
| Fukushima United FC | 2016  | 23        | 0         | -              | -              | 23    | 0     |
| Total               | Total | 87        | 0         | 1              | 0              | 88    | 0     |